# Cesare Maria De Vecchi

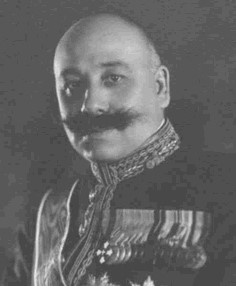
Cesare Maria De Vecchi

Cesare Maria De Vecchi (* 14. November 1884 in Casale Monferrato; † 23. Juni 1959 in Rom) war ein italienischer Rechtsanwalt, Offizier und faschistischer Politiker.
De Vecchi hatte Gouverneursposten in Italienisch-Somaliland (1923–1928) und auf den italienischen Ägäis-Inseln (1936–1940) inne, außerdem war er kurzzeitig italienischer Erziehungsminister (1935–1936).
Als Gouverneur der somalischen Kolonie verantwortete er den dortigen „Pazifizierungskrieg“ (1925–1927).

## Leben
De Vecchi entstammte einer bürgerlichen Familie. Sein Vater Luigi war Notar und Landgutbesitzer. Als er 17 Jahre alt war, ging er zur Marineakademie nach Livorno, die er allerdings nach wenigen Monaten wieder verließ, da er sich der strengen Disziplin nicht gewachsen fühlte. Danach studierte er Rechtswissenschaften und schloss sein Studium 1906 mit der Laurea an der Universität Turin ab. Im Jahr darauf heiratete der als Rechtsanwalt in Novara tätige De Vecchi die Tochter eines Artillerieoffiziers.
Später zog er mit seiner Familie nach Turin und eröffnete dort eine eigene Kanzlei in der Altstadt. Nebenbei interessierte er sich für Sport, Kunst und Literatur. Er malte und betätigte sich in seiner Freizeit als Dichter. Zudem legte er eine zweite Laurea in Geisteswissenschaften ab.
Am Ersten Weltkrieg, den er als Interventionist begrüßte, nahm er als Offizier teil und wurde nach Kriegsende Vorsitzender des örtlichen Frontkämpferverbandes und Chef der örtlichen Fasci. 1918 war er Gründungsmitglied der Futuristischen Politischen Partei, in die er seine Fasci einbrachte. Mit Gründung der faschistischen Bewegung  am 23. März 1919 fusionierten die Futuristen mit Mussolinis Bewegung. Am 7. November 1921 wurde die Nationale Faschistische Partei (PNF) in Rom gegründet, De Vecchi wurde als Abgeordneter nominiert. Als solcher vertrat er immer den königstreuen monarchistischen Flügel. Als Kommandant der Miliz war er Mitglied des Quadrumvirates (Emilio De Bono, Italo Balbo, Michele Bianchi, Cesare Maria De Vecchi) und nahm am Marsch auf Rom teil, nicht ohne vorher den Versuch unternommen zu haben, Antonio Salandra zum Eintritt in eine Regierung Mussolini zu bewegen. In der Regierung Mussolini war er zunächst Unterstaatssekretär für Finanzen. Von 1923 bis 1928 fungierte er als Gouverneur von Italienisch-Somaliland, womit seine eigentliche politische Karriere begann. Er wurde durch König Viktor Emanuel III. geadelt und erhielt (im Gedenken an den Kriegseinsatz seiner Arditi auf dem Monte Grappa im Oktober 1918) den Titel eines Conte di Val Cismon, außerdem wurde er zum Senator ernannt. Nach dem Abschluss des Konkordats wurde er erster Botschafter beim Vatikan, um dann in den Jahren 1935 und 1936 als Erziehungsminister tätig zu sein.

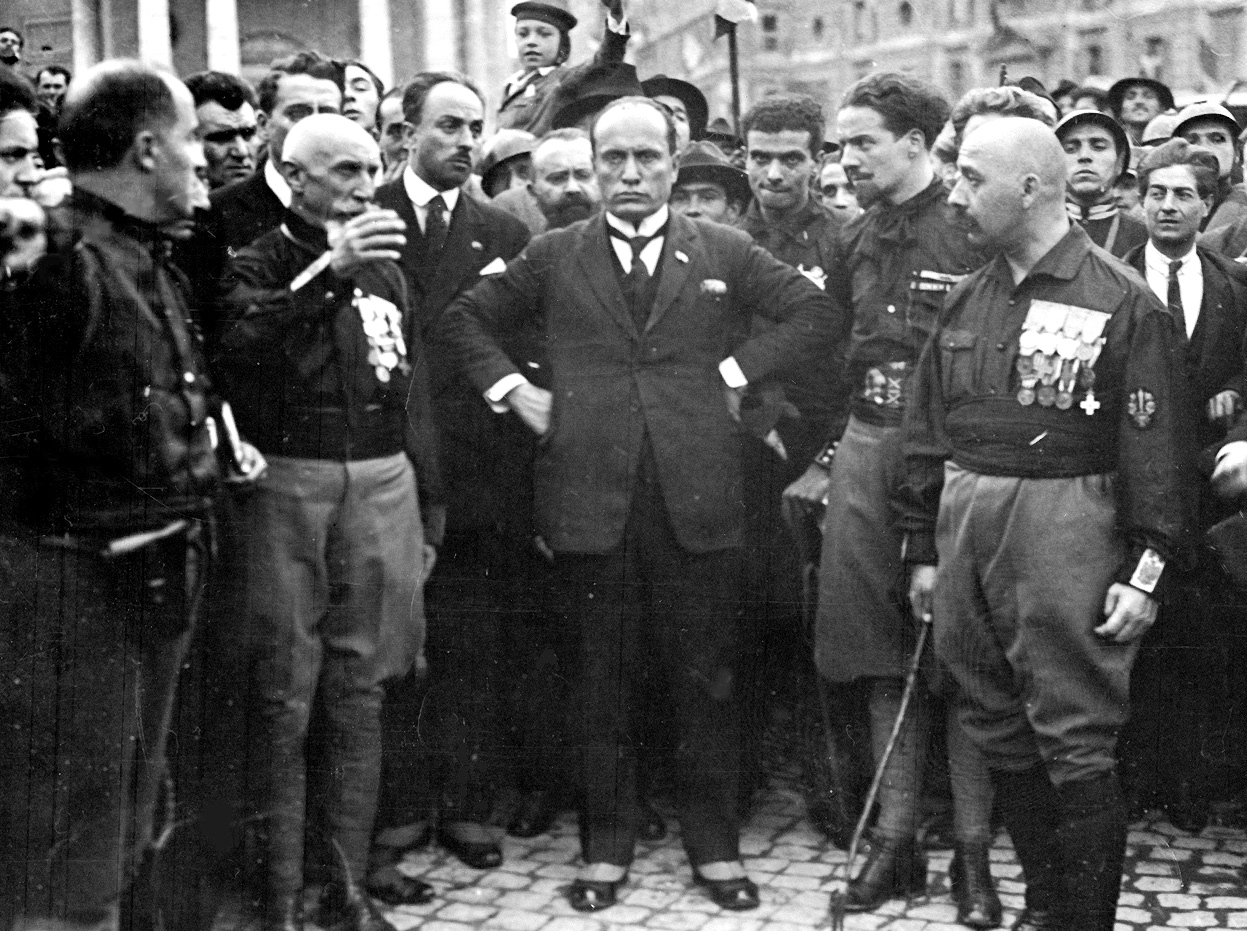
Michele Bianchi [?], Emilio De Bono, Benito Mussolini, Italo Balbo und Cesare Maria De Vecchi (v. l. n. r.)

Von 1936 bis 1940 war er Gouverneur der Ägäis-Inseln, wo er wegen der antisemitischen Rassengesetze laut dem Historiker Dan Diner zwar das noch in den 1920er Jahren gegründete Rabbiner-Seminar von Rhodos schließen, jedoch die Rassengesetze in der Praxis kaum umsetzten ließ. Womit, wie Dan Diner weiter darlegt, sich jedoch die jüdische Bevölkerung der Insel vor der bevorstehenden Deportation durch die Deutschen im Juli 1944 in falscher Sicherheit wiegte. Die von ihm befehligte Bombardierung Tel Avivs (140 Tote) und des arabischen Dorfs Sumail am 9. September 1940 war laut Diner eine Vergeltung für britische Bombenangriffe auf Rhodos. De Vecchi wurde 1941 in den Großen Faschistischen Rat berufen und verließ deshalb Ende 1940 die Insel.
1943 stimmte er für die Absetzung Mussolinis, wurde im Schauprozess von Verona 1944 zum Tode verurteilt und von Salesianern in Turin versteckt. Er floh 1947 mit kirchlicher Unterstützung und einem Pass aus Paraguay nach Argentinien.
De Vecchi kehrte 1949 nach Italien zurück, nachdem die Strafverfolgung gegen ihn eingestellt worden war, und unterstützte gemeinsam mit Rodolfo Graziani den neofaschistischen Movimento Sociale Italiano, lehnte aber jegliche offizielle Funktion in der Partei ab. Im Dezember 1949 erlitt er nach 1948 zum zweiten Mal eine Hirnblutung, nach der er nicht mehr sprechen konnte und die ihn fortan ans Bett fesselte. Er starb 1959 in Rom.